# Georg von Gersdorff

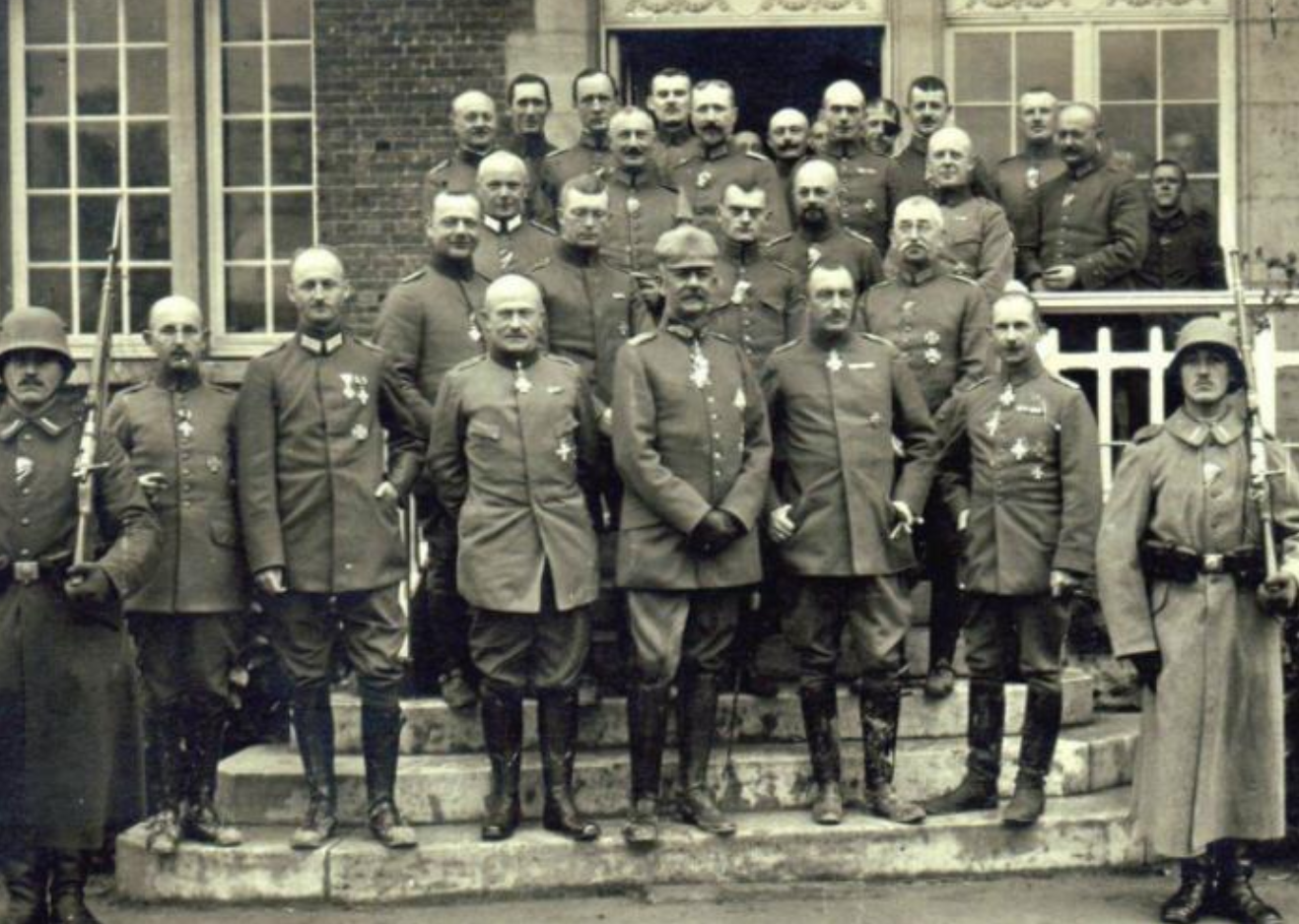
Georg von Gersdorff und Offizier seine Division

Georg Eduard William von Gersdorff (* 22. Juli 1859 in Dresden; † 11. Mai 1917 ebenda) war ein sächsischer Generalleutnant.

## Leben

### Herkunft und Familie
Gersdorff entstammt des Oberlausitzer Uradelsgeschlecht von Gersdorff. Er war Sohn des königlich-sächsischen Oberst Friedrich Eduard von Gersdorff und dessen Ehefrau Ida May. Sein Bruder Egon erreichte auch den Rang eines Generalleutnants in der sächsischen Armee, während seine Schwester Margarethe den Unternehmer Max von Zimmermann heiratete. Er selbst heiratete Lisbet, Tochter des Unternehmers Friedrich Siemens und bekam mit ihr vier Söhne, darunter den ältesten Sohn Hansgeorg, welcher 1914 als Leutnant im Ersten Weltkrieg fiel. Zwei weitere Söhne, Heinz und Otto, dienten auch als sächsische Leutnants im Krieg.

### Karriere
Georg von Gersdorff trat im Jahr 1871 in den Kadettenkorps der sächsischen Armee ein und wurde nach langjähriger Erziehung im Jahr 1877 einem Truppenteil überwiesen, worauf schon im nächsten Jahre die Beförderung zum Leutnant folgte. In den folgenden Jahren wurde er 1886 zum Oberleutnant, 1891 zum Hauptmann und 1900 zum Major befördert. Nach Beförderung zum Oberstleutnant am 8. Dezember 1905 diente er 1908 beim Stabe des 6. Infanterie-Regiment Nr. 105. Seine Beförderung zum Oberst erfolgte am 11. Dezember 1908 und im nächsten Jahre folgte er Oberst Oeser als Kommandeur des Infanterie-Regiment „Kronprinz“ (5. Königlich Sächsisches) Nr. 104. Das Regiment führte er bis zum 15. Dezember 1912 und wurde nachfolgend von Oberst Rudolph Hammer übernommen.
Nach Beförderung zum Generalmajor am 22. April 1912 kommandierte er seit 1912 die 5. Infanterie-Brigade Nr. 63 in Bautzen. Nach Ausbruch des Ersten Weltkrieges führte er weiterhin seine Brigade bis zum Jahre 1916, wo er Kommandeur der 58. Infanterie-Division wurde, welche er an der Ostfront, sowie bei den Schlachten von Verdun und der Somme führte und auch nach seiner Beförderung zum Generalleutnant kommandierte. Während einer Erholung in Dresden erlitt er einen Herzschlag und starb daraufhin.